# Anzat-le-Luguet
Anzat-le-Luguet település Franciaországban, Puy-de-Dôme megyében. Lakosainak száma 174 fő (2022. január 1.). Anzat-le-Luguet Laurie, Leyvaux, Marcenat, Molèdes, Montgreleix, Vèze, Apchat, Mazoires és Saint-Alyre-ès-Montagne községekkel határos.

## Népesség
A település népességének változása:
| Lakosok száma | 184  | 183  | 178  | 176  | 173  | 173  | 173  | 174  |
|               | 2013 | 2015 | 2017 | 2018 | 2019 | 2020 | 2021 | 2022 |